# 지프니 TV
지프니 TV(영어: Jeepney TV)는 필리핀의 케이블 오락 텔레비전 채널이다.